# Speinshart
Speinshart è un comune tedesco di 1 135 abitanti, situato nel land della Baviera.

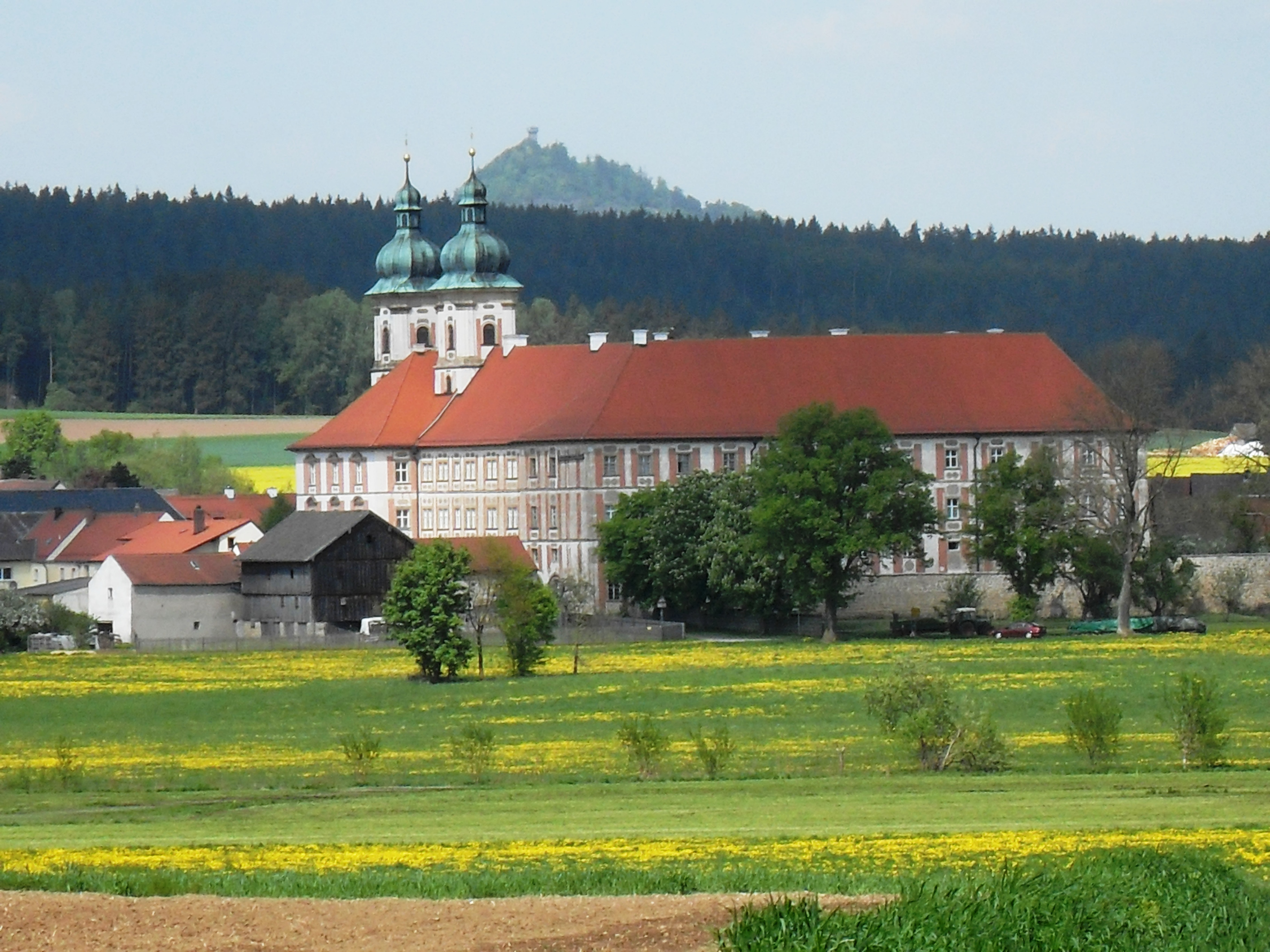
Kloster Speinshart, Germany

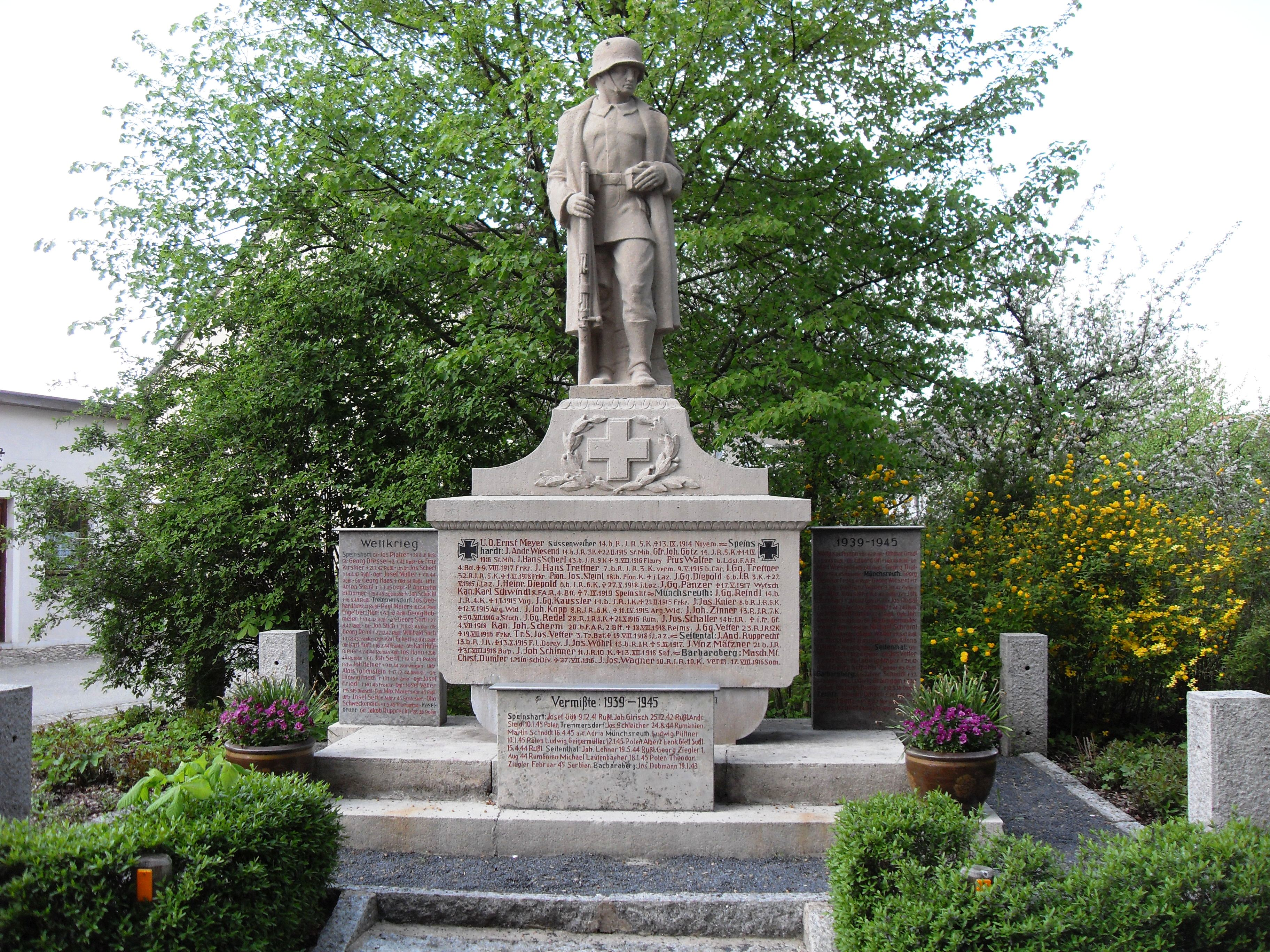
Memorial in Speinshart, Germany to fallen German Soldiers from the Speinshart area during World War I and World War II